# Molassebekken
| Geologie van de Alpen |
| --- |
| Weisshorn |
| Tektonische indeling |
| Molassebekken |
| Helvetische Zone |
| Penninische Dekbladen |
| Austroalpiene Dekbladen |
| Zuidelijke Alpen |
| Geologische structuren |
| Aarmassief · Dent Blanche-nappe · Engadin-venster · Hohe Tauern-venster · Periadriatische lijn · Ivrea-zone · Lepontin dome · Rhône-Simplonlijn · Sesia-zone |
| Paleogeografische gebieden |
| Valais-oceaan |
| Briançonnais microcontinent |
| Piëmont-Liguriëbekken |
| Apulische of Adriatische plaat |
| Portaal Geologie |

Het Molassebekken is een in het Oligoceen en Mioceen gevormd voorlandbekken ten noorden van de Alpen. Het bekken ontstond als gevolg van de flexuur (ombuiging) van de Europese plaat onder het gewicht van de destijds ten zuiden van het bekken vormende Alpen. Het bekken is gevuld met molasse, het materiaal dat door erosie en denudatie uit een vormend gebergte wordt verwijderd en door rivieren wordt afgevoerd.
De naam "molassebekken" kan in de geologie ook in algemene betekenis gebruikt worden voor een gelijktijdig met een gebergte gevormd voorlandbekken van het type dat ten noorden van de Alpen ligt. Het bekken is de typelocatie van molasse, een opvolging van sedimentaire gesteentelagen bestaande uit conglomeraat en zandsteen, die alleen voorkomt langs de rand van gebergten.

## Geografische ligging
Het Molassebekken strekt zich uit over een lengte van ongeveer 1000 kilometer ten noorden van de Alpen over delen van Frankrijk, Zwitserland, Duitsland en Oostenrijk. Het westelijke uiteinde ligt bij het Meer van Genève, het bekken is daar ongeveer 20 kilometer breed. Vanaf daar naar het noordoosten wordt het bekken breder. Het vormt de ondergrond van het Zwitserse Mittelland en bereikt zijn grootste breedte in het Beierse voorland van de Alpen, waar het ongeveer 130 km breed is. Bij Amstetten is de breedte afgenomen tot 10 kilometer. Vanaf daar naar het oosten vormt het bekken slechts een smalle dagzoom tot in de buurt van Sankt Pölten, waar het bekken weer breder wordt. Ten noorden van de Donau gaat het dan over in het voordiep van de Karpaten. Het staat hier geologisch gezien via het Bekken van Wenen in verbinding met het Pannonisch Bekken.
Het Molassebekken wordt verdeeld in twee zones, de Subalpiene Molasse dichter bij de Alpen en de Voorlandmolasse verder van de Alpen af. In de zone van de Voorlandmolasse liggen de gesteentelagen onverstoord en concordant op elkaar; in de zone van de Subalpiene Molasse zijn ze vaak scheefgesteld en over elkaar geschoven.

## Tektonische geschiedenis
Het Molassebekken ontstond door het steeds verder noordwaarts opschuiven van de orogene accretiewig van de Alpen, als gevolg van het naar elkaar toe bewegen van de Apulische en Europese tektonische platen in het Paleogeen. Voor die tijd (in het Mesozoïcum) lag op de plek waar nu het Molassebekken ligt een ondiepe zee, die de noordelijke rand van de Tethysoceaan vormde. Door de isostatische flexuur van de Europese plaat werd deze zee tijdens het Eoceen (55 tot 34 miljoen jaar geleden) steeds dieper, totdat er een trog gevormd was aan de noordrand van de orogene wig. Gedurende het Eoceen werd hier flysch gevormd, een sediment dat typisch is voor diep-mariene troggen aan de rand van vormende gebergten.
Door de aanvoer van enorme hoeveelheden sediment uit de Alpen raakte het bekken langzaam opgevuld. Ongeveer tussen 30 tot 10 miljoen jaar geleden (tijdens het Oligoceen en Mioceen) werden in het bekken ondiep mariene en continentale sedimenten (molasse) afgezet. Het bekken kwam rond 10 miljoen jaar geleden zo hoog te liggen dat netto sedimentatie stopte. Vanuit het zuiden werd de molasse ongeveer 10 kilometer overschoven door de Helvetische Dekbladen, waarbij ook de opschuivingen in de Subalpiene Molasse ontstonden. Tijdens deze laatste tektonische fase ontstond ook het Juragebergte, waarbij op sommige plaatsen de molasse werd meegeplooid. In het Zwitserse Mittelland was de molasse echter zo dik, dat plooiing mechanisch moeilijk was. Het gehele Mittelland verschoof daarom een aantal kilometer naar het noorden en de plooiing vond pas plaats in de Jura, die als een soort grote kreukelzone beschouwd kan worden. Dankzij de tektonische opheffing in een fase rond 5 miljoen jaar geleden ligt de om of nabij zeeniveau afgezette molasse tegenwoordig een paar honderd meter (in het Mittelland tot 400 meter) boven zeeniveau.

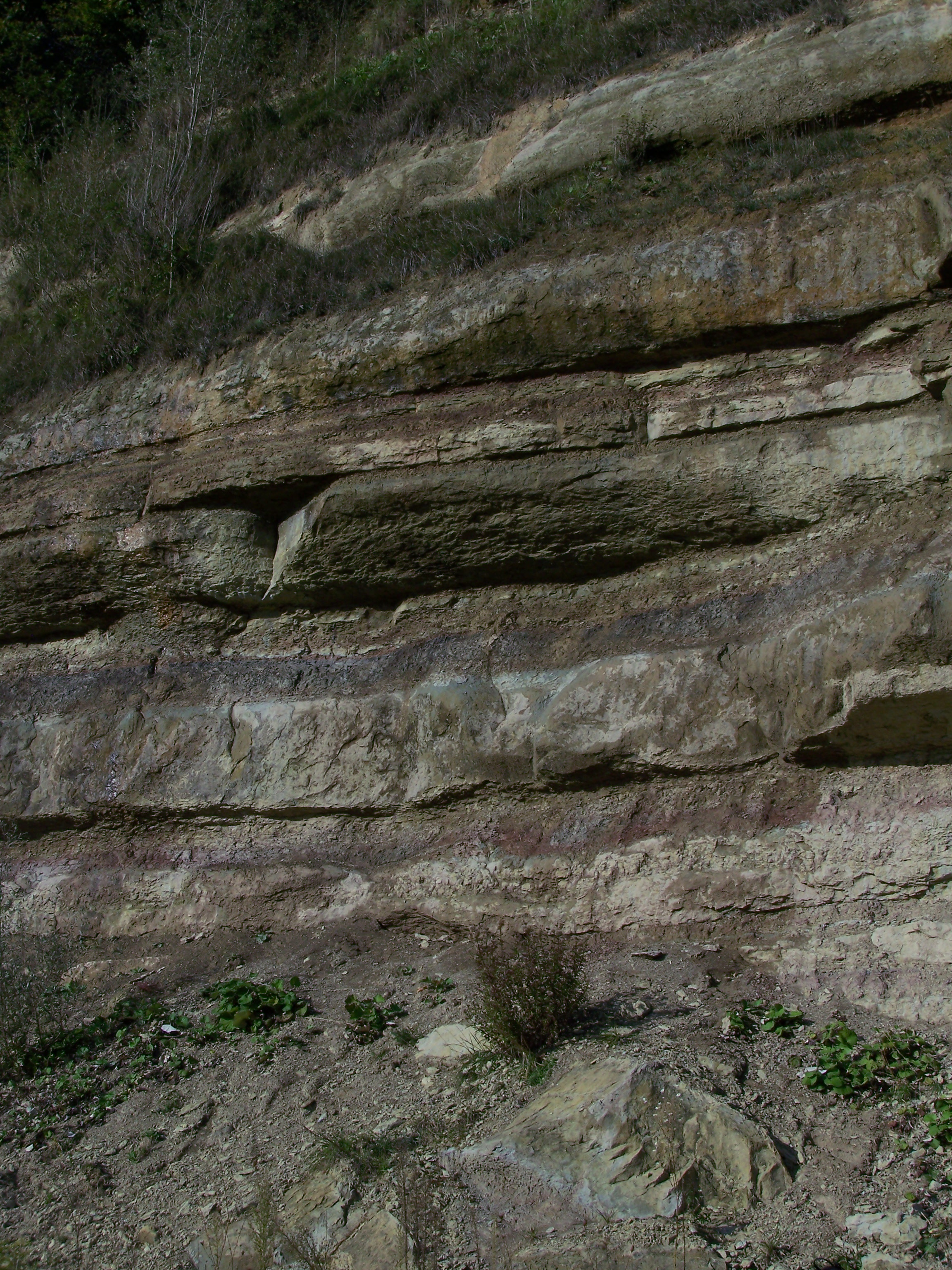
Afwisselende lagen grijs fluviatiel zand en rode siltige mergel in de Untere Süsswassermolasse bij Wallenried, Zwitserland.

## Stratigrafie
De afzettingen aan de zuidzijde van het Molassebekken zijn op sommige plaatsen 3 tot 6 kilometer dik. Deze worden in de lithostratigrafie als een groep gezien, die opgedeeld wordt in vier formaties. Deze opdeling werd gedaan op facies, in mariene en terrestrische sedimenten.
De onderste formatie is de Untere Meeresmolasse (Duits voor onderste mariene molasse) en komt uit het Rupelien (Vroeg-Oligoceen, 34 tot 28 miljoen jaar oud). Het voorland van de Alpen was in dit tijdperk bedekt met een ondiepe zeearm. Er wordt zand, klei en mergel afgezet. Daarbovenop volgt de Untere Süsswassermolasse (Duits voor onderste zoetwatermolasse) uit het Chattien en Aquitanien (28 tot 22 miljoen jaar oud). Door een wereldwijde daling van het zeeniveau en tektonische opheffing in het Molassebekken komt het gebied boven water te liggen. Er worden fluviatiele zanden en kleien afgezet en puinwaaiers van conglomeraten afkomstig uit het achterliggende orogeen.
Rond 22 miljoen jaar geleden raakt het voorland van de Alpen door tektonische subsidentie weer overspoeld door een ondiepe waddenzee (de Burdigalische zeestraat), die zich uitstrekt tussen waar tegenwoordig de steden Lyon en Wenen liggen en een verbinding vormde tussen de Tethys Oceaan en de Paratethys. De Obere Meeresmolasse (Duits voor bovenste mariene molasse), die boven op de Untere Süsswassermolasse ligt, is daarom weer marien. Behalve ondiep mariene zanden, kleien en mergels komen er ook conglomeraten in voor, afkomstig van puinwaaiers van materiaal uit de achterliggende Alpen. Deze formatie komt uit het Burdigalien en Langhien (22 tot 16 miljoen jaar geleden). Door een nieuwe fase van opheffing trekt de zee zich weer terug en wordt tussen 16 en 5 miljoen jaar geleden (in de tijdperken Serravallien, Tortonien en Messinien) de Obere Süsswassermolasse gevormd, een formatie die bestaat uit fluviatiele sedimenten en grote puinwaaiers.
Rond 5 miljoen jaar geleden vindt overal in de Alpen een fase van opheffing plaats, waarna in het Molassebekken geen grote pakketten sediment meer worden afgezet.